# Droga krajowa 96
Die Droga krajowa 96 (DK96) ist eine seit dem 1. Januar 2014 eingerichtete Landesstraße in Polen. Sie verbindet in der Woiwodschaft Kujawien-Pommern (województwo kujawsko-pomorskie) die Anschlussstelle Turzno der Autostrada A1 (Europastraße 75) bei Toruń mit dem Kreisverkehr von Gronowo an der DK15 und ist mit einer Länge von rund 1,5 Kilometer derzeit die kürzeste Landesstraße Polens.